# Bernardo Arévalo
César Bernardo Arévalo de León (Montevideo, 1958. október 7. –) guatemalai diplomata, szociológus és politikus.

## Életpályája
Édesapja, Juan José Arévalo – Guatemala első, demokratikusan megválasztott államfője (1945-1951) – 25 katonai puccskísérletet vészelt át, majd önkéntes száműzetésbe vonult, így fia már az uruguayi Montevideóban született 1958-ban, gyermekkorát a venezuelai Caracasban, majd Mexikóvárosban és Santiago de Chilében töltötte, és csak 15 évesen költözött Guatemalába.
Miután apja Guatemala izraeli nagykövete lett, beiratkozott a jeruzsálemi Héber Egyetemre, ahol szociológiából diplomázott. Később a külügyminisztériumban töltött be különböző posztokat, a nyolcvanas évek végén az izraeli követségen volt első titkár és konzul (1984-1986), 1987 és 1988 között – ugyanitt – miniszteri tanácsos. A Ramiro de León Carpio kormányzat alatt külügyminiszter-helyettes (1994-1995), majd 1995-től egy éven át madridi nagykövet volt, ezt követően különféle nemzetközi szervezeteknél dolgozott. Mindeközben filozófiából és szociális antropológiából doktorált az Utrechti Egyetemen, de több szakkönyvet is írt demokráciáról, békefolyamatról, biztonságról és a hadsereg szerepéről.
2014-ben megalapította a Mag Mozgalmat, mely – a magát a balközéphez besoroló csoport – az Otto Pérez Molina tábornok-államfőt megbuktató, 2015-ös korrupcióellenes tüntetések idején vált ismertté, és 2018-ban párttá alakult. A 2023-as elnökválasztás első fordulójában (június 25.) a második helyen végzett a szociáldemokrata induló, Sandra Torres Casanova egykori first lady mögött, a második fordulóban (augusztus 20.) végül megszerezte a voksok 59%-át, míg ellenfele mindössze 36%-ot kapott.